# Gennaro Greco
Pour les articles homonymes, voir Greco.
Gennaro Greco, dit Il Mascacotta, né en 1663 à Naples et mort à Nola en 1714, est un peintre italien actif à Naples vers la fin de la période baroque. Il est connu pour ses peintures architecturales et ses vedute, particulièrement ses vedute ideate, vues détaillées de paysages complètement imaginaires.

## Biographie
Greco naît à Naples en 1663. Il est surnommé Il Mascacotta (littéralement, « la figure cuite ») à cause d'une grave brûlure qui lui défigure le visage. Il est initialement formé au métier de peintre ornamental, mais se réoriente vers les vedute après avoir étudié les travaux d'Andrea Pozzo, en particulier le traité Perspectiva pictorum et architectorum.
Il aurait participé à la décoration murale de l'église Saint-Ferdinand et de la chartreuse Saint-Martin à Naples.
Il meurt en 1714 à Nola, non loin de Naples, en tombant d'un échafaudage alors qu'il travaille sur la voûte d'une église.
Selon le biographe Bernardo de Dominici dans son ouvrage Vite dei pittori, scultori ed architetti napoletani, Greco aurait été marié trois fois et aurait eu plusieurs enfants, dont un seul vit jusqu'à l'âge adulte : Vincenzo Greco (actif à Naples dans les premières décennies du XVIIIe siècle), également peintre architectural,,.

## Galerie

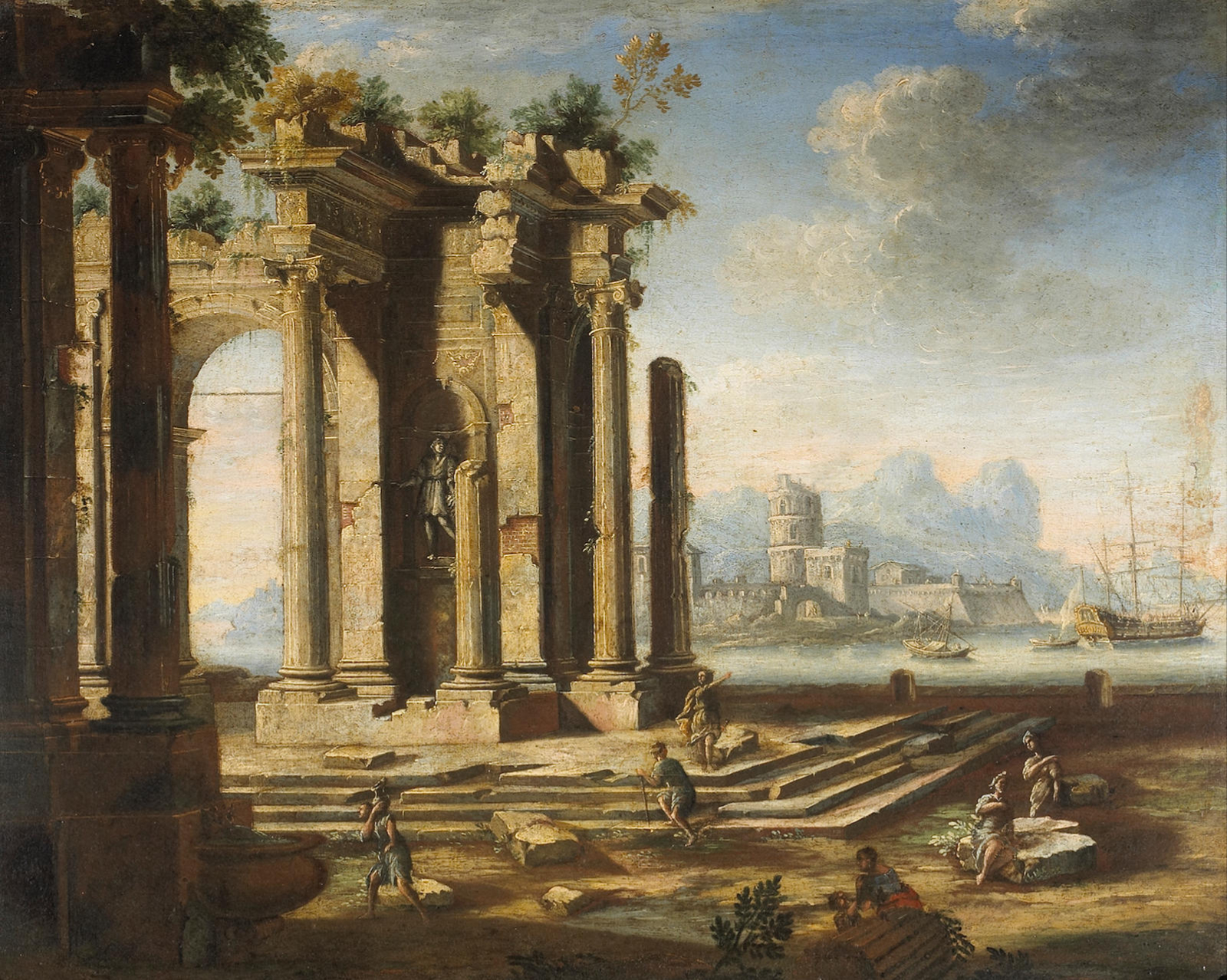
Ruines classiques avec paysage maritime dans le lointain (collection privée).
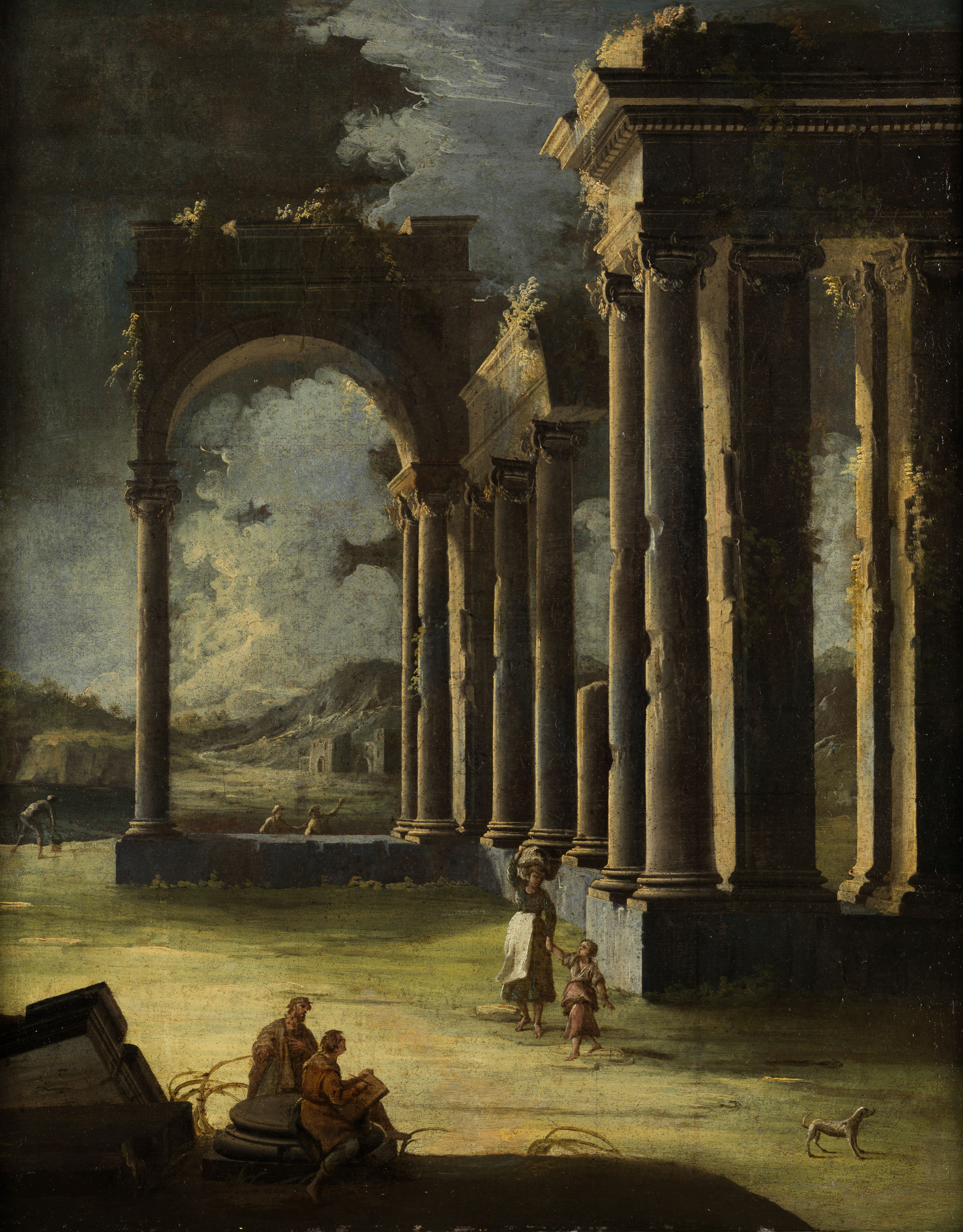
Ruines antiques avec staffage dans la lumière nocture.
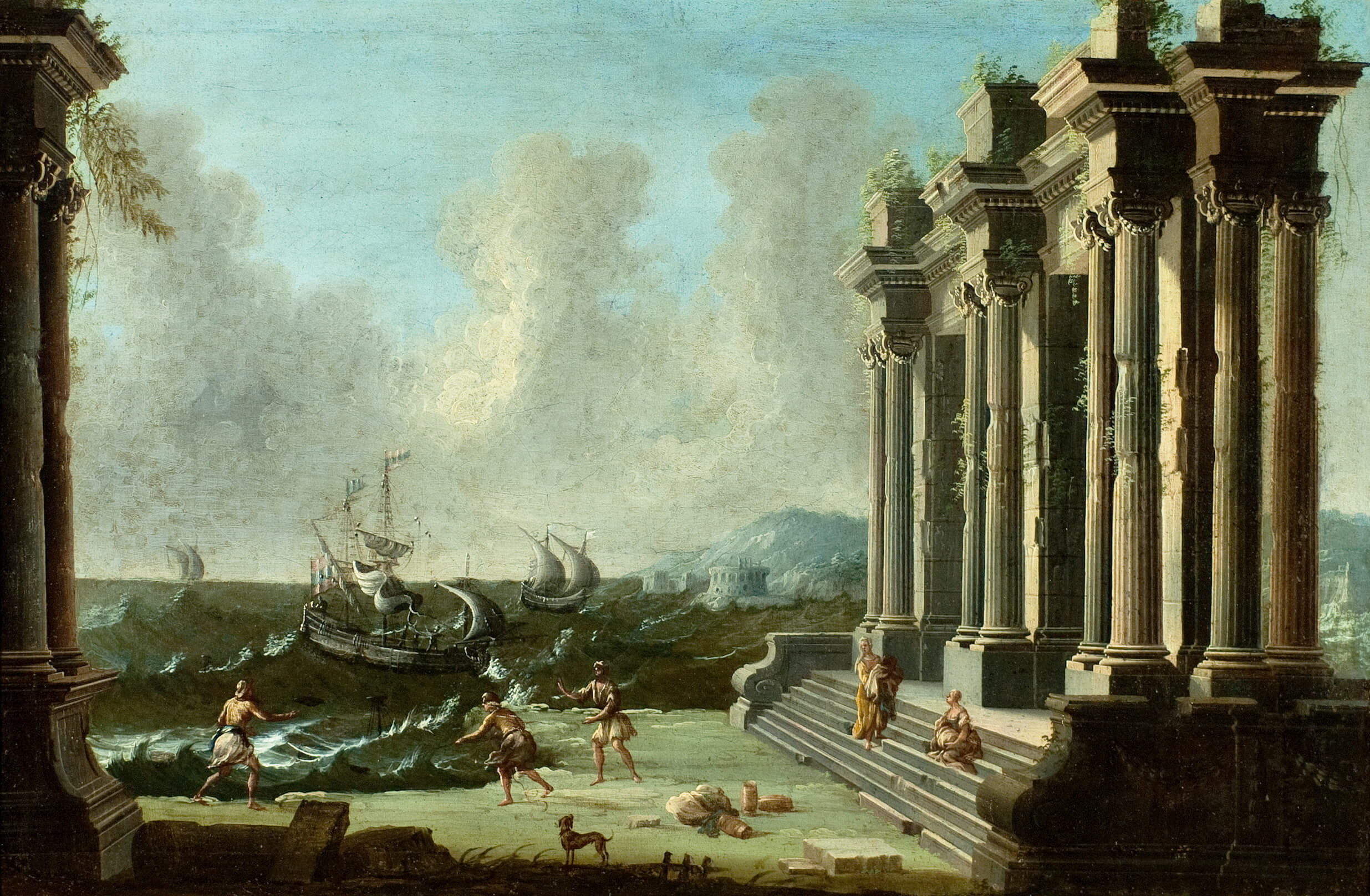
Capriccio de personnages au milieu de ruines classique avec des navires en arrière-plan.
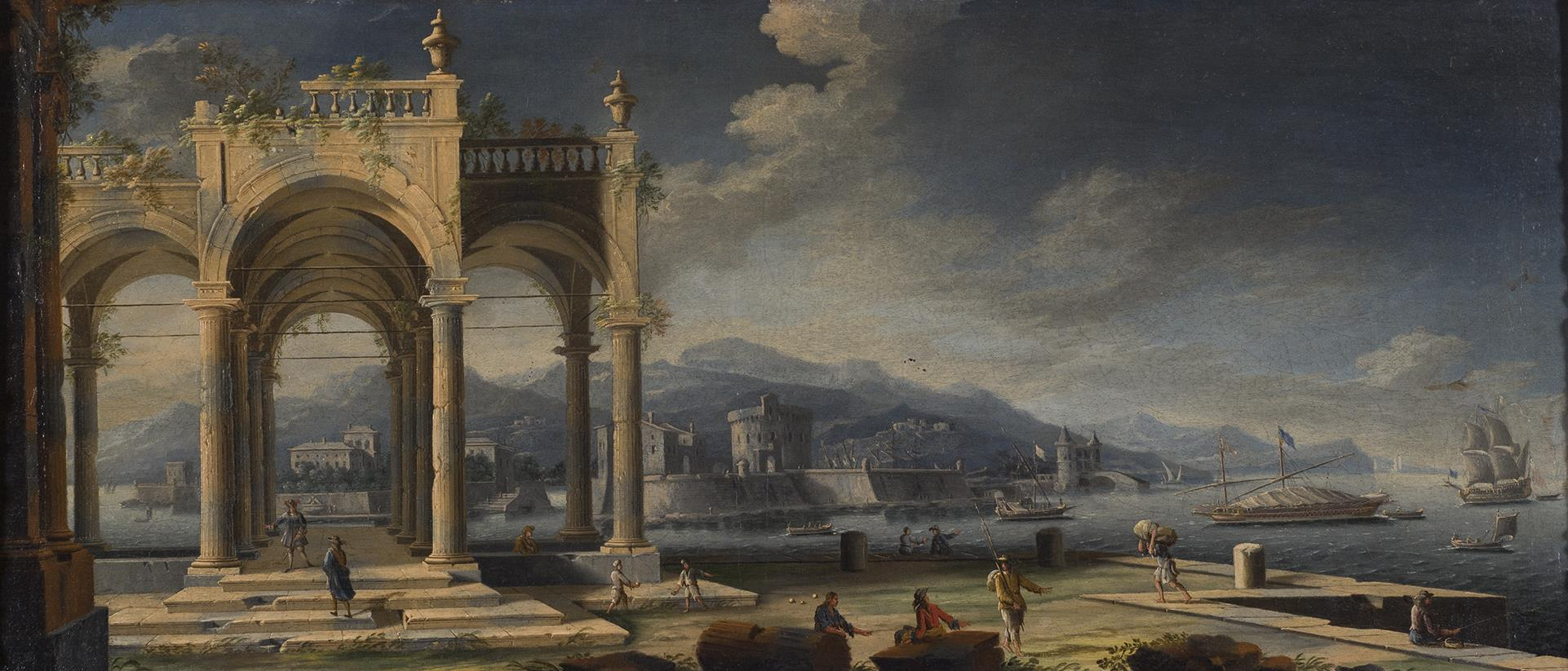
Capriccio de ruines antiques dans un port méditerranéen avec bateaux et spectateurs.
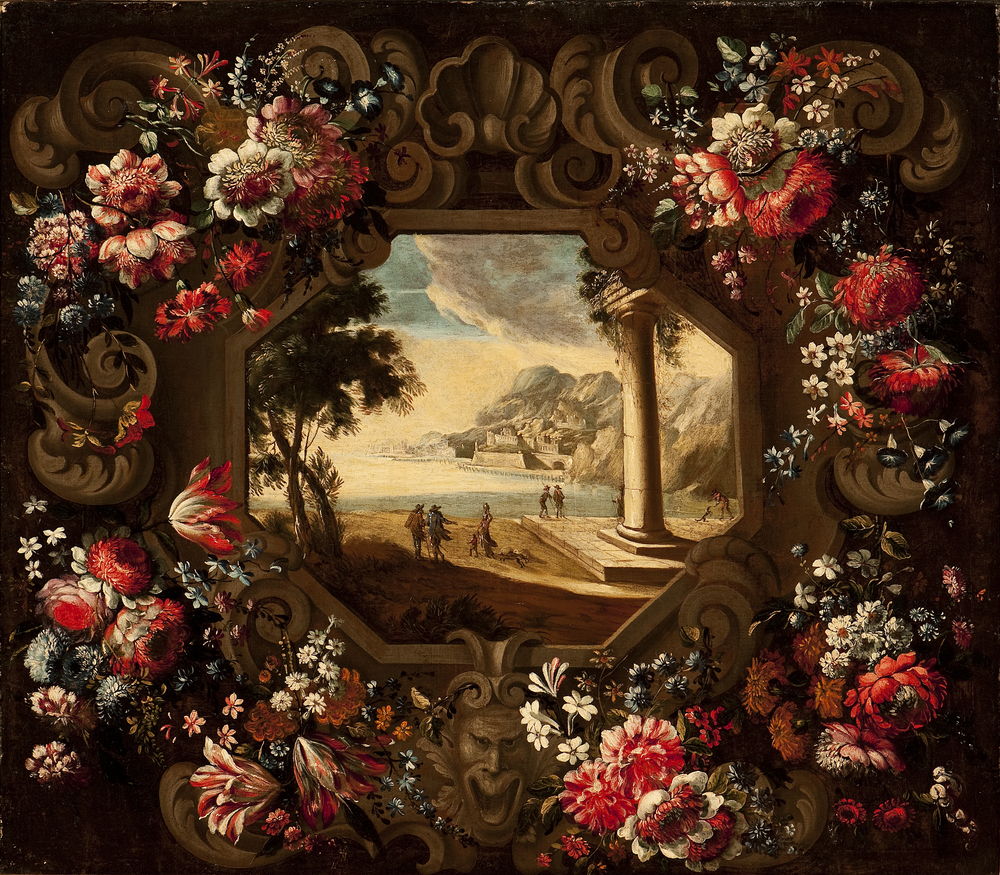
Guirlande de fleurs et paysage maritime du golfe de Gaète (collaboration avec Abraham Brueghel).

## Collections publiques
En France :
- Bastia, musée d'ethnographie corse : Vue du port de Naples (attribué à Greco[5])

- Besançon, musée des Beaux-Arts et d'Archéologie :
  - Caprice, ruines sur front de mer[6]
  - Caprice, ruines sur front de mer ; Départ d'un navire[7]

- Rouen, musée des Beaux-Arts : Personnages dans les ruines[8]